# Gomphidia kelloggi
Gomphidia kelloggi – gatunek ważki z rodziny gadziogłówkowatych (Gomphidae).